# Teatro romano de Clunia Sulpicia

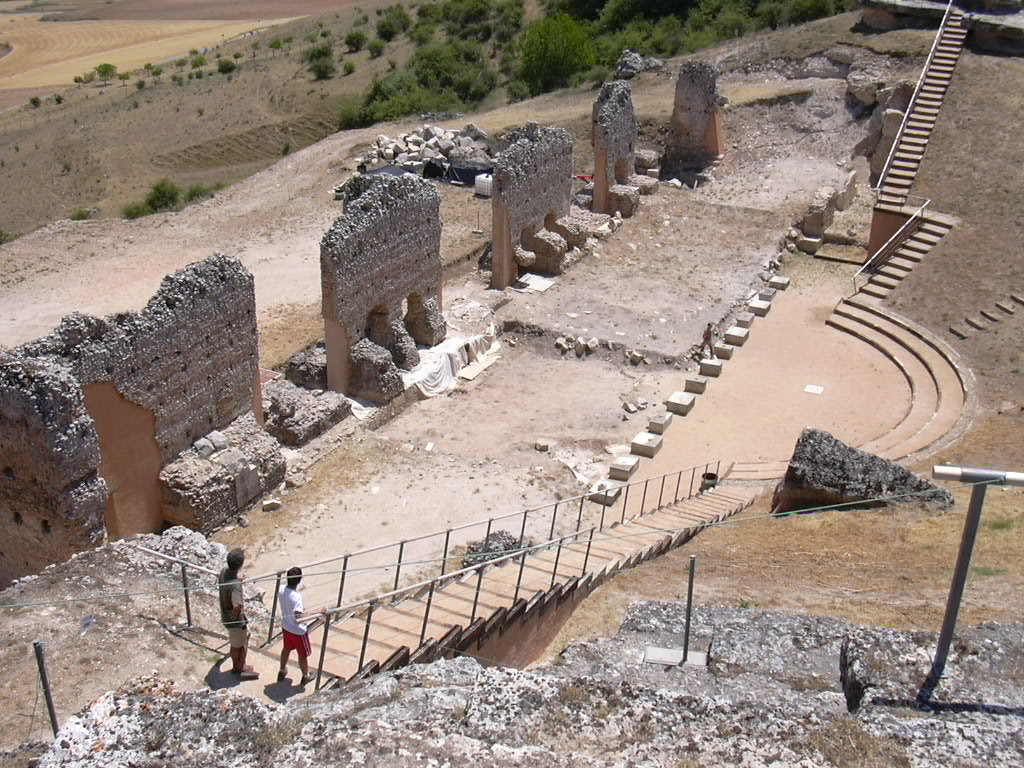
Vista parcial del teatro.

El teatro romano de Clunia Sulpicia es un edificio monumental construido en el siglo I d. C. en la antigua ciudad de Clunia, situada entre las actuales poblaciones de Coruña del Conde y Peñalba de Castro, en el sur de la provincia de Burgos (España).

## Historia
Fue edificado bajo el mandato del emperador Tiberio en el marco del programa de monumentalización del siglo I d. C. que dotó a la ciudad de las infraestructuras necesarias a su nueva condición de capital de convento jurídico. Sin embargo en el siglo II sufrió una remodelación para adecuarlo a su uso como anfiteatro que supuso la desaparición de parte de la cavea inferior, la orquesta y el podio de la escena.
Junto a los restos del postescenio se encontraron treinta enterramientos durante la campaña de excavaciones 2008-09 asociables al siglo V, algunos con evidencias de violencia.

## Características

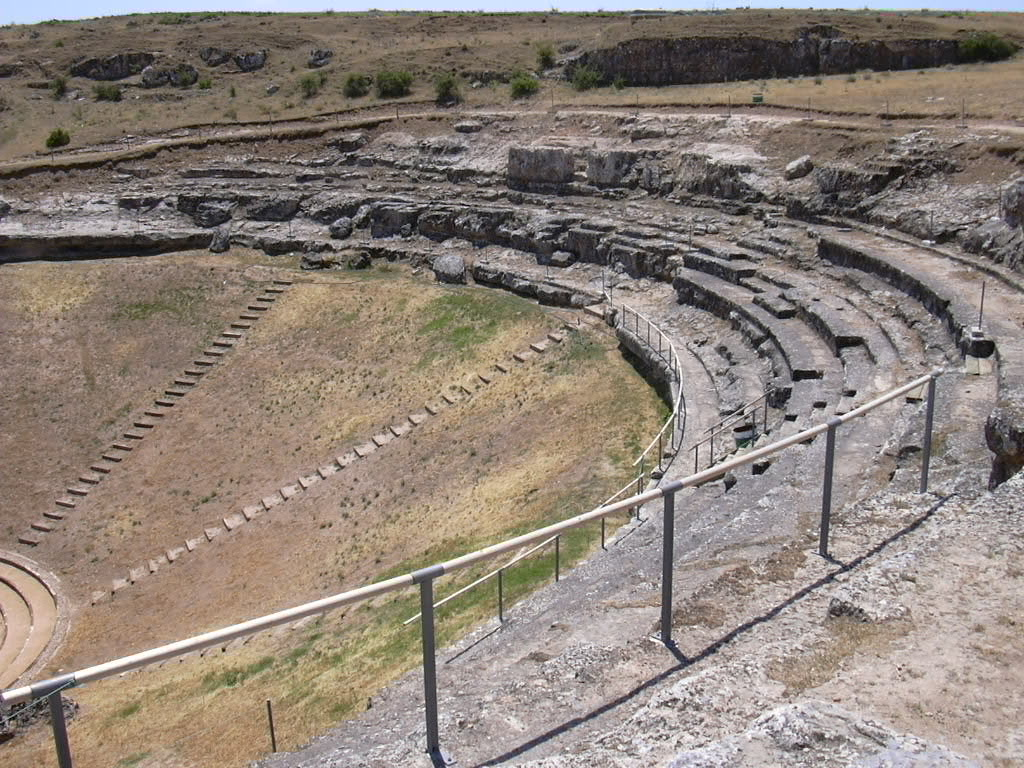
El teatro en 2005.

La cavea del teatro se construyó aprovechando a la manera griega una ladera oriental del cerro de forma semicircular, a la que se añadió un pórtico superior y una fachada escénica de dos alturas enmarcada por columnas corintias. El diámetro total es de 102 m y tuvo capacidad para alrededor de 10 000 espectadores, lo que le convirtió en uno de los mayores de Hispania.
A partir de los restos descubiertos en las diferentes campañas arqueológicas se ha llegado a reconstruir con exactitud su alzado y su programa decorativo.

## Conservación
El teatro es el monumento mejor conservado de Clunia, al haberse mantenido parcialmente hasta la actualidad parte de la fachada escénica. Loperráez identificó fácilmente su tipología y procedió a levantar un primer plano del mismo en el siglo XVIII.
Su recuperación ha sido merecedora del premio en la sección de Restauración y rehabilitación otorgado por los Premios bianuales de Arquitectura de Castilla y León de 2004-2005. El jurado destacó «la respetuosa recuperación del teatro y el tratamiento paisajístico general».[cita requerida] Actualmente se desarrollan en el mismo diferentes eventos culturales.